# Hugonia platysepala
Hugonia platysepala là một loài thực vật có hoa trong họ Linaceae. Loài này được Welw. ex Oliv. mô tả khoa học đầu tiên năm 1868.